# Lactarius roseozonatus
Lactarius roseozonatus é um fungo que pertence ao gênero de cogumelos Lactarius na ordem Russulales. Encontrado na Europa, foi descrito cientificamente pelo micologista alemão Max Britzelmayr em 1885.